# Château de Bonneville-sur-Touques
Le château de Bonneville-sur-Touques  est un ancien château fort du XIIe siècle, construit sur l'emplacement d'un manoir ducal du XIe siècle, dont les vestiges se dressent sur le territoire de la commune française de Bonneville-sur-Touques, dans le département du Calvados, en région Normandie.
Les restes du château sont classés au titre des monuments historiques.

## Localisation
Les vestiges du château sont situés sur le versant est de la colline qui monte vers la forêt de Saint-Gatien, à 150 mètres au sud-ouest de l'église Saint-Germain-et-Saint-Loup de Bonneville-sur-Touques, dans le département français du Calvados. Il avait pour fonction de commander la basse vallée de la Touques, qu'il domine, et le port d'embarquement pour l'Angleterre, l'un des plus fréquentés de Normandie au Moyen Âge.

## Historique

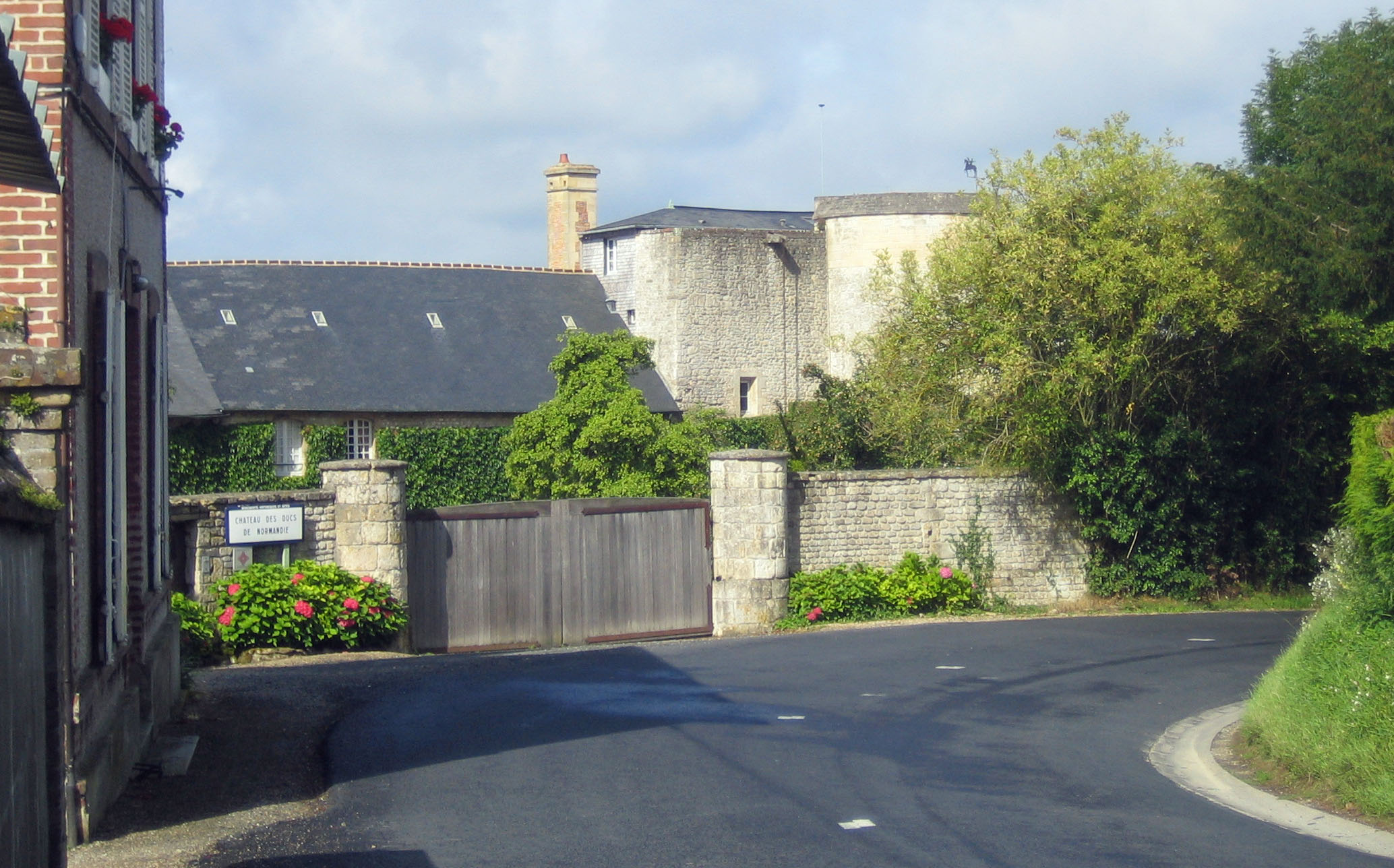
L'entrée du château.

C'est sur l'emplacement d'un manoir de Guillaume le Conquérant (v. 1027-1087), d'où la dénomination « château de Guillaume le Conquérant » qui lui est parfois improprement donnée localement, qu'Henri II Plantagenêt fit construire en 1170-1180 le château actuel qui changera plusieurs fois de mains (XIIIe, XVe et XVIe siècles) et sera dégradé à la Révolution.

### Le manoir de Guillaume le Conquérant
C'est dans le manoir de Guillaume de Normandie que Harold Godwinson jura devant celui-ci, contre sa liberté, de défendre les droits du duc de Normandie à la succession d'Édouard le Confesseur, ; promesse qui ne fut pas tenue. C'est à Touques que Guillaume, avant de s'embarquer pour l'Angleterre, confia la régence de la Normandie à son épouse la duchesse Mathilde, et c'est également là qu'il partagea son héritage entre ses trois fils.
En 1112, Henri Ier Beauclerc, y fait arrêter Robert de Bellême, qui sera transféré à Warham (Norfolk) où il finira ses jours. Henri Ier et après lui Henri II et ses fils Richard Cœur de Lion et Jean sans Terre, feront de Bonneville leur pied-à-terre préféré en Normandie. Lorsqu'ils viennent d'Angleterre, ses occupants, les ducs normands, débarquent dans le port proche de Touques et rejoignent le château par la route. En 1139, le château est assiégé et pris par le comte d'Anjou, Geoffroy Plantagenêt.

### Le château actuel
Le château actuel est construit par Henri II Plantagenêt entre 1170 et 1180 où il séjournera à plusieurs reprises, notamment vers 1175. Le choix du site n'est pas dû au hasard, car la place occupe une position centrale en Normandie, face aux côtes anglaises, la forteresse surveillant son principal port de débarquement. Henri y tient « une cour fort brillante », et après lui y résideront Aliénor d'Aquitaine et Jean sans Terre entre 1199 et 1203.
Du XIIIe au XVe siècle, le château est alternativement propriété anglaise ou française, au gré des conquêtes de chaque camp : « de 1203 à 1449, c'est-à-dire en 246 ans, les Anglais et les Français se le reprirent cinq fois. ».
En 1204, Philippe Auguste s'empare de la Normandie et met ainsi la main sur le château. Il en abandonne la jouissance aux évêques-comtes de Lisieux, qui portent déjà le titre de baron de Touques, lesquelles en font une résidence de campagne.
Philippe IV le Bel (1268-1314) le remet en défense et Charles V (1338-1380) le pourvoit d'une garnisons de « quarante lances ».
Le dimanche 1er août 1417, le roi d'Angleterre Henri V débarque sous les murs de Touques « avec une grande armée navale » et s'empare du château tenu par le capitaine, Jean d'Angennes, qui le « rendist le lundy nœfvisme jour d'august en l'obéissance du roy d'Angleterre moiennant les corps et biens saulfs de luy et de ses gens ». Le château sera occupé pendant 32 ans avant que la place se rende, au bout de trois jours de résistance, à Dunois en 1449.
La fin de la guerre de Cent Ans en Normandie, en 1450, signe le début du déclin du château. En 1529, François Ier cède le château à la maison de Bourbon-Orléans. François Ier y séjourne quelques jours en 1545, alors qu'il envisage une expédition en Angleterre. En 1562, l'amiral de Coligny s'en empare et les troupes royales le reprennent l'année suivante, et en 1580 il est pris par les ligueurs.
Au XVIe siècle, le château est en partie démantelé par Crillon (1543-1615), qui l'a victorieusement assiégé. En 1610, le château est pour la dernière fois remis en état, mais on continu d'y nommer des capitaines jusqu'à la Révolution.
L'envasement de l'embouchure de la Touques provoque le dépérissement du port de Touques et, par voie de conséquence, réduit encore l'intérêt stratégique du château de Bonneville.
En 1649 et en 1742, des autorisations sont données pour que la construction de l'église de Bonneville puisse se faire en prélevant des pierres sur le château.
En 1792, Philippe Égalité, duc d'Orléans, met en vente le château, qui est acheté pour 3 000 livres par M. Labbey, de Reux, et Charles-Claude Lefebvre, de Pont-l'Évêque. En 1872, les vestiges du château passent à la famille Léo.
Pendant la Seconde Guerre mondiale, les Allemands, en 1942 et 1943, utilisent le château comme campement pour l'organisation Todt : 700 travailleurs de toutes nationalités, affectés à la construction du « mur de l'Atlantique », y sont regroupés. À la Libération, le château reste une prison pendant encore dix-huit mois, cette fois pour des personnes suspectées de collaboration avec l'occupant allemand.

## Description
Il reste peu de choses aujourd'hui du château qui connut sa gloire entre le XIVe et le milieu du XVe siècle.
Bien qu'il soit probable que les ducs de Normandie possédaient un château à Bonneville dès le XIe siècle, Michel de Boüard, à la suite des fouilles entreprises en 1965, émet l'hypothèse que le site sur lequel s'élève la forteresse actuelle ne fut pas occupé antérieurement au XIIe siècle. Celui-ci en fit ce résumé : « Les édifices d'habitation semblent avoir été particulièrement nombreux dans la partie septentrionale de l'enceinte ; ils étaient adossés au rempart nord et ouvraient ainsi leurs fenêtres vers le midi. Entre la porte d'entrée et la tour des Rouvoisons se trouvait la « grande salle », toute voisine de la porte, la « chambre le Roy », la « chambre la Royne », la « chambre as chevaliers » qui confinait la « grande salle ». Plus à l'est, on voyait la salle du Tinel, puis la cuisine et le manoir du capitaine, c'est-à-dire la résidence du commandant de la garnison du château. Les soubassements de ce dernier édifice se trouvent aujourd'hui sous la maison d'habitation que l'on a construite vers 1830 à l'extrémité orientale de l'enceinte : des sondages effectués récemment ont permis de les apercevoir ».
De nos jours, il subsiste de la forteresse de profond fossés qui circonscrivent un ensemble composé d'une enceinte polygonale de plan centré plus ou moins ruinée, flanquée de six tours sur les huit d'origine : tour de Robert le Diable, la mieux conservée ; tours du roi Jean, du Conseil, de la Chapelle (tour aux prêtres), de Rollon, et d'une partie de la « grosse Tour » qui fait office de donjon sur le flanc nord qui était le plus vulnérable, ainsi qu'une porte ogivale autrefois précédée d'un pont-levis. Le donjon, qui mesure 18 m de diamètre avec des murs épais de 3 m, avec certaines portions de courtine en seraient les éléments les plus anciens, et, pourraient dater de la fin du XIIe siècle. À noter que le rempart découronné, qui a fait l'objet de nombreuses réfections n'est pas lié aux tours qui ont été érigées avant 1324 et vers 1393. Les logis ont été démolis et l'enceinte endommagée vers 1830.
Selon Adrien Blanchet, un réseau de grottes ferait communiquer la place forte avec un lieu-dit situé aux environs de Trouville, dit les Greniers.

## Protection
Les restes du « château de Guillaume-le-Conquérant » sont classés au titre des monuments historiques par arrêté du 16 novembre 1964.